# تشارلز بريفن
تشارلز بريفن (بالإنجليزية: Charles Previn) هو مؤلف موسيقى تصويرية وملحن أمريكي، ولد في 11 يناير 1888 في بروكلين في الولايات المتحدة، وتوفي في 22 سبتمبر 1973 في هوليوود في الولايات المتحدة.

## وصلات خارجية
- تشارلز بريفن على موقع IMDb (الإنجليزية)
- تشارلز بريفن على موقع الموسوعة البريطانية (الإنجليزية)
- تشارلز بريفن على موقع ميوزك برينز (الإنجليزية)
- تشارلز بريفن على موقع أول موفي (الإنجليزية)
- تشارلز بريفن على موقع قاعدة بيانات برودواي على الإنترنت (الإنجليزية)
- تشارلز بريفن على موقع قاعدة بيانات الفيلم (الإنجليزية)